# Victor Siasia
Victor Siasia (* 1. Oktober 1980) ist ein ehemaliger nigerianischer Fußballspieler auf der Position eines Mittelfeldspielers.

## Karriere
In den späteren 1990er Jahren trat der am 1. Oktober 1980 geborene nigerianische Mittelfeldakteur Victor Siasia für die A-Jugend des SV Werder Bremen in Erscheinung. Dabei war er auch am bislang (Stand: 2020) größten Erfolg der A-Jugend in der Vereinsgeschichte beteiligt, als die sogenannte Goldene Generation der Bremer die deutsche Jugendmeisterschaft für sich entscheiden konnte. Kurz nach dem Titelgewinn zog es den Nigerianer allerdings zur in der drittklassigen Regionalliga Nord spielenden Eintracht Braunschweig. Hier gab er im Erstrundenspiel gegen den Lüneburger SK am 1. August 1999 sein Debüt im Herrenfußball, als er von seinem Trainer Reinhold Fanz in der 70. Spielminute für den Routinier René Deffke, der bei den Braunschweigern gerade seine Karriere ausklingen ließ, eingewechselt wurde. Danach kam er allerdings über seine Reservistenrolle kaum hinaus. Nachdem er bis Anfang Oktober 1999 noch regelmäßiger zum Einsatz gekommen war, nahmen seine Auftritte in Deutschlands Drittklassigkeit im Laufe der Zeit immer mehr ab. Nach zwei Einsätzen im Dezember ließ ihn Fanz erst wieder in der auslaufenden Saison ab April 2000 auflaufen. Parallel dazu absolvierte er bereits seine ersten Spiele für die zweite Herrenmannschaft der Niedersachsen. Als Drittplatzierter der Regionalliga Nord qualifizierte sich Siasia mit den Braunschweigern am Ende für die Teilnahme an der zweigleisigen Regionalliga, die erstmals ab der Spielzeit 2000/01 ausgetragen wurde.
In dieser Saison kam der gebürtige Nigerianer nur mehr in vier Ligaspielen der ersten Mannschaft zum Einsatz, wobei er kein einziges Mal über die volle Spieldauer am Platz stand. Neben Spielern wie Alessandro da Silva, Milton Griffiths, Patrick Falk, Tobias Rau, Darius Scholtysik oder Andreas Wieczorek war er im Mittelfeld einer der am wenigsten eingesetzten Akteure der Braunschweiger in dieser Spielzeit. Hauptsächlich kam er bereits in dieser Spielzeit für die zweite Mannschaft des Vereins zum Einsatz, zu der er zur nachfolgenden Spielzeit 2001/02 offiziell wechselte und damit nicht mehr zum Regionalligakader gehörte. Für die zweite Mannschaft trat er in der Niedersachsenliga-Ost an. Die Mannschaft wurde am Saisonende Meister und spielte danach in der Oberliga Niedersachsen; Siasia gehörte zu diesem Zeitpunkt schon nicht mehr zum Kader. Noch in der Winterpause 2001/02 verließ er die Niedersachsen und wechselte stattdessen zu Ratingen 04/19 in Nordrhein-Westfalen mit Spielbetrieb in der Oberliga Nordrhein.
In einer durchwachsenen Spielzeit, in der die Ratinger Spielvereinigung Germania 04/19 gleich vier verschiedene Trainer (inkl. Interimstrainer) hatte, gab der Nigerianer am 17. Februar 2002 bei einer 1:4-Auswärtsniederlage gegen den SV Adler Osterfeld sein Mannschaftsdebüt, als er zur 63. Spielminute für Dalibor Zjacic eingewechselt wurde. Auch in den nachfolgenden Partien unter Trainer Wolfgang Bergemann wurde Siasia stets als Ersatzspieler eingesetzt, ehe er am 10. März 2002 bei einer 0:1-Heimniederlage gegen den Bonner SC erstmals über die volle Spieldauer auf dem Platz war und dabei auch zu einer Torchance kam. Am 7. April erzielte der Mittelfeldakteur bei einem 2:2-Remis auswärts gegen die Amateure des 1. FC Köln seinen ersten Treffer für die Mannschaft. Kurz davor war Bergemann nach lediglich sechs Ligapartien als Trainer entlassen worden, woraufhin ihm Detlev Czoske für ein Spiel als Interimstrainer nachfolgte. Wiederum eine Runde später trat der Nigerianer unter dem neuen Trainer, den Deutsch-Türken Hakan Katırcıoğlu, der in den 1980er und 1990er Jahren lange Zeit in der 2. Fußball-Bundesliga aktiv war, in Erscheinung. Bis zum Saisonende zumeist als Stammkraft eingesetzt, kam Siasia am Ende auf 15 Ligaeinsätze und zwei -tore. Im Endklassement der Oberliga Nordrhein 2001/02 belegte er mit dem Team den 15. Tabellenplatz, womit der Klassenerhalt geschafft wurde. Danach hängte der Afrikaner noch eine weitere Spielzeit beim Klub an. Über genaue Einsatzzahlen Siasias, der weiterhin unter Katırcıoğlu zum Einsatz kam, ist nichts Näheres bekannt. In der teils dicht gestaffelten Endtabelle belegte der Fußballverein aus Ratingen Rang 13.
Bereits im März 2003 hatte sich der Mittelfeldakteur dem 1968 gegründeten FC Geistingen, in einem nordöstlichen Vorort von Bonn, angeschlossen. Bei seinem Debütspiel, einem 2:1-Auswärtssieg gegen Baris Spor Hackenberg, gelang ihm auch sein erster Treffer. Auch in späteren Spielen des FC Geistingen, der im Jahre 2005 mit dem TuRa Hennef fusionierte und zum FC Hennef 05 wurde, trat der 22-jährige Nigerianer als Torschütze in Erscheinung. Dem Team aus der Landesliga Mittelrhein gehörte er daraufhin, laut der Webseite Transfermarkt.de, bis zur Winterpause 2003/04 an, ehe er wieder in seine Heimat zurückkehrte. Dort wurde er vom Shooting Stars FC aus der Nigeria Professional Football League unter Vertrag genommen. Beim Klub aus Ibadan belegte er im Spieljahr 2004 den zehnten Rang und kam im nachfolgenden Spieljahr 2005 im Endklassement zumindest auf den fünften Platz. Beim Klub aus der nigerianischen Profiliga scheint er bis ins Jahr 2006 auf. Mit dem Abstieg des Vereins am Ende des Spieljahres 2006 verläuft sich Siasias Spur.